# Оже дьо Балбен
Оже дьо Балбен (на френски: Auger de Balben), известен и като Oger de Balben, Otteger de Balben, и Auger de Barben е 3-тият велик магистър на Ордена на рицарите-хоспиталиери. Той е начело на ордена в периода 1160 – 1162/1963 година.

## Биография
След смъртта на Реймон дю Пюи, за негов приемник е избран Оже дьо Балбен. Вероятно като предшественика си е родом от Прованс.
Оже дьо Балбен поддържа папа Александър III, в борбата му срещу антипапа Виктор ІV. Докато е начело на ордена, се създава подразделение на хоспиталиерите в Испания. Умира през 1162/1163 г. в Йерусалим и е погребан там. Неговият приемник е Арно дьо Компс.